# Liste des évêques de Bafia
La liste des évêques de Bafia recense les noms des évêques qui se sont succédé à la tête de la préfecture apostolique camerounaise de Bafia depuis sa fondation le 6 juillet 1965 par détachement de l'archidiocèse de Yaoundé puis du diocèse de Bafia (Dioecesis Bafiensis) depuis son érection le 11 janvier 1968. 

## Est préfet apostolique
- 14 juillet 1965-11 janvier 1968 : André Loucheur (André Charles Lucien Loucheur)

## Sont évêques
- 11 janvier 1968-21 décembre 1977 : André Loucheur (André Charles Lucien Loucheur), promu évêque.
- 21 décembre 1977-3 mai 2003 : Athanase Bala
- 3 mai 2003-† 31 mai 2017[1] Jean-Marie Benoît Balla
- 31 mai 2017-13 mai 2020 : siège vacant
  - 6 juin 2017-13 mai 2020 : Abraham Boualo Kome, évêque de Bafang, administrateur apostolique
- Depuis le 13 mai 2020 : Emmanuel Dassi Youfang, Comm. l'Emm, auparavant évêque titulaire d'Oescus (de)